# ダブルダンジョン
『ダブルダンジョン』 (Double Dungeons) は、1989年9月29日に日本コンピュータシステムのブランド、メサイヤから発売されたPCエンジン用3DダンジョンRPG。
全22種類のシナリオが存在し、シナリオ毎に目的やマップが異なるシステムとなっている。また3D視点のダンジョン型RPGであり、最大の特徴は当時のRPGとしては珍しく2人同時プレイが可能なことである。開発は日本コンピュータシステムが行っている。
2007年にWii用ソフトとしてバーチャルコンソールにて配信された他、2010年にはPlayStation 3およびPlayStation Portable用ソフトとしてゲームアーカイブスにて配信、2011年には『PC Engine GameBox』においてiOS用ソフトとして配信、2015年にはWii U用ソフトとしてバーチャルコンソールにて配信された。

## ゲーム内容
全22本のシナリオがあり、最終章「最後の戦い」以外はどのシナリオからでもプレイできる。またシナリオは6段階のレベルに分けられ、レベルが高いほどダンジョンが広くなり、後半の敵が強くなる。各シナリオをクリアするとテキストで簡単なエピローグが流れ、最終章をプレイするためのパスワードが1文字表示される。これを繰り返して21本のシナリオを全てクリアし、パスワードを21文字集めると最終章がプレイ可能となる。
プレイヤーのレベルはどのシナリオから始めても1からスタートし、クリア時のレベルや装備品などのデータを他のシナリオに持ち越すことはできない。そのためゲーム開始当初はどのシナリオも弱い敵が登場する仕様となっている。
敵との戦闘はリアルタイム制のコマンドバトルで、プレイヤーがコマンドを出さないでいると一方的に攻撃を受ける。魔法は攻撃用のみで回復・補助系の魔法は存在しない。MPの概念は無く、魔法のアイテムを入手すれば何度でも使用できる。
HPの回復は宿屋・アイテム使用・レベルアップ時の自動回復で行い、HPが0になった場合はレベルはそのままで所持金がゼロになり、各マップのスタート地点から再スタートとなる。

## 移植版
| No. | タイトル          | 発売日                                                | 対応機種                                                 | 開発元   | 発売元         | メディア                              | 型式           | 備考 | Ref.                 |
| --- | ----------------- | ----------------------------------------------------- | -------------------------------------------------------- | -------- | -------------- | ------------------------------------- | -------------- | ---- | -------------------- |
| 1   | ダブルダンジョン  | 2007年3月6日 2007年3月9日 2007年3月12日 2007年7月13日 | Wii                                                      | メサイヤ | ハドソン       | ダウンロード （バーチャルコンソール） | PBDJ PBDE PBDP |      | [ 2 ] [ 3 ]          |
| 2   | ダブルダンジョン  | 2010年11月17日                                        | PlayStation 3 PlayStation Portable (PlayStation Network) | メサイヤ | ハドソン       | ダウンロード （ゲームアーカイブス）   | NPJJ-30045     |      | [ 4 ] [ 5 ]          |
| 3   | PC Engine GameBox | 2011年2月14日                                         | iPhone 3GS iPod touch (第3世代) (iOS)                    | メサイヤ | エクストリーム | ダウンロード                          | 406585960      |      | [ 6 ] [ 7 ]          |
| 4   | ダブルダンジョン  | 2013年6月3日                                          | ひかりTV STB                                             | メサイヤ | KDE            | クラウドゲーム                        | -              |      | [ 8 ] [ 9 ] [ 10 ]   |
| 5   | ダブルダンジョン  | 2013年6月20日                                         | G-cluster                                                | メサイヤ | KDE            | クラウドゲーム                        | -              |      | [ 11 ] [ 12 ] [ 13 ] |
| 6   | ダブルダンジョン  | 2015年2月10日 2017年9月28日                           | Wii U                                                    | メサイヤ | KDE            | ダウンロード （バーチャルコンソール） | PNSJ           |      | [ 14 ]               |
| 7   | ダブルダンジョン  | 2016年3月15日                                         | Windows                                                  | メサイヤ | エクストリーム | ダウンロード （プロジェクトEGG）      | -              |      | [ 15 ]               |

## 評価
ゲーム誌『ファミコン通信』の「クロスレビュー」では合計24点（満40点）、『月刊PCエンジン』では65・75・70・65・70の平均69点（満100点）、『マル勝PCエンジン』では7・6・6・5の合計24点（満40点）、『PC Engine FAN』の読者投票による「ゲーム通信簿」での評価は以下の通りとなっており、20.77（満30点）点となっている。また、この得点はPCエンジン全ソフトの中で283位（485本中、1993年時点）となっている。
| 項目 | キャラクタ | 音楽 | 操作性 | 熱中度 | お買得度 | オリジナリティ | 総合  |
| 得点 | 3.42       | 3.35 | 3.51   | 3.59   | 3.37     | 3.53           | 20.77 |